# Adam Ostrzycki
Adam Ostrzycki, także Adam Ustrzycki, Adam Jan Ustrzycki (ur. ok. 1604,  zm. k. XVII w.) – pułkownik wojsk polskich.
Syn Dymitra na Unichowie i Ustrzykach herbu Przestrzał, z matki Katarzyny Kopystyńskiej h. Leliwa – krajczy koronny (1665), porucznik chorągwi pancernej księcia Jeremiego Wiśniowieckiego; obrany przez szlachtę marszałkiem skonfederowanych wojsk koronnych 1665‒1666 popierającej księcia Jerzego S. Lubomirskiego. Miał braci Aleksandra, Bazylego, Teodora – stolnika sanockiego – i Jerzego. 
W lipcu 1665 zawarł układ z księciem Jerzym Lubomirskim o charakterze spisku antykrólewskiego, jego zastępcą był pułkownik Józef Borek. 13 lipca 1666 w bitwie pod Mątwami dowodzone przez niego chorągwie w składzie wojsk księcia Lubomirskiego pobiły w polu wojska królewskie Jana Kazimierza. 